# 劉河俊
劉河俊（韓語：유하준，1979年1月30日—），韓國男演員。

## 演出作品

### 電視劇
- 2006年：MBC《很愛很愛妳》飾演 朴太元
- 2009年：KBS《傻瓜》
- 2011年：KBS《公主的男人》飾演 林芸
- 2012年：SBS《大風水》飾演 辛旽
- 2013年：SBS《你的女人》飾演 池賢佑
- 2014年：tvN《需要浪漫3》 飾演 安民碩
- 2015年：SBS《我的夢幻葬禮》飾演 劉世浩
- 2018年：OCN《Short》

### 電影
- 2003年：《變態輪迴》
- 2004年：《下流人生》
- 2006年：《中天》
- 2008年：《野獸男孩》
- 2008年：《在其他的某個地方》
- 2011年：《與敵同寢》
- 2011年：《如果你是我》
- 2011年：《委託人》
- 2014年：《我的愛我的新娘》
- 2015年：《陷阱：致命的诱惑》
- 2017年：《The Prison》
- 2020年：《Okay！夫人》饰演 金夏林

## 外部連結
- NAVER （页面存档备份，存于）
- 劉河俊的X（前Twitter）